# Krasne (Raión de Bolhrad)
Krasne  (ucraniano: Красне) es un pueblo del Raión de Bolhrad en el Óblast de Odesa de Ucrania. Según el censo de 2001, tiene una población de 1376 habitantes.